# Campeonato Piauiense
Campeonato Piauiense - ligowe mistrzostwa brazylijskiego stanu Piauí.

## Kluby
Pierwsza liga
- 4 de Julho Esporte Clube
- Barras Futebol Clube
- Comercial Atlético Clube
- Esporte Clube Flamengo
- Associação Atlética Corissabá
- Parnahyba Sport Club
- Piauí Esporte Clube
- River Atlético Clube

Druga liga
- Caiçara Esporte Clube
- Luís Correia Esporte Clube
- Sociedade Esportiva de Picos
- Princesa do Sul Futebol Clube

## Lista mistrzów
- 1941 Botafogo
- 1942 Flamengo
- 1943 Botafogo
- 1944 Flamengo
- 1945 Flamengo
- 1946 Flamengo
- 1947 Botafogo
- 1948 Ríver
- 1949 Botafogo
- 1950 Ríver
- 1951 Ríver
- 1952 Ríver
- 1953 Ríver
- 1954 Ríver
- 1955 Ríver
- 1956 Ríver
- 1957 Botafogo
- 1958 Ríver
- 1959 Ríver
- 1960 Ríver
- 1961 Ríver
- 1962 Ríver
- 1963 Ríver
- 1964 Flamengo
- 1965 Flamengo
- 1966 Piauí
- 1967 Piauí
- 1968 Piauí
- 1969 Piauí
- 1970 Flamengo
- 1971 Flamengo
- 1972 Tiradentes
- 1973 Ríver
- 1974 Tiradentes
- 1975 Ríver i Tiradentes
- 1976 Flamengo
- 1977 Ríver
- 1978 Ríver
- 1979 Flamengo
- 1980 Ríver
- 1981 Ríver
- 1982 Tiradentes
- 1983 Auto Esporte
- 1984 Flamengo
- 1985 Piauí
- 1986 Flamengo
- 1987 Flamengo
- 1988 Flamengo
- 1989 Ríver
- 1990 Tiradentes
- 1991 Picos
- 1992 4 de Julho
- 1993 4 de Julho
- 1994 Picos
- 1995 Cori-Sabbá
- 1996 Ríver
- 1997 Picos
- 1998 Picos
- 1999 Ríver
- 2000 Ríver
- 2001 Ríver
- 2002 Ríver
- 2003 Flamengo
- 2004 Parnahyba
- 2005 Parnahyba
- 2006 Parnahyba
- 2007 Ríver
- 2008 Barras
- 2009 Flamengo
- 2010 Comercial
- 2011 4 de Julho
- 2012 Parnahyba
- 2013 Parnahyba

### Kluby według tytułów
- 27 - Ríver (w tym jeden dzielony)
- 17 - Flamengo
- 5 - Botafogo, Parnahyba, Piauí, Tiradentes (w tym jeden dzielony)
- 4 - Picos
- 3 - 4 de Julho
- 1 - Auto Esporte, Corí-Sabbá, Barras, Comercial